# Félix Benneteau-Desgrois
Pour les articles homonymes, voir Benneteau et Desgrois.
Félix Benneteau-Desgrois, né le 9 mai 1879 à Paris, et mort le 5 novembre 1963 à Nogent-sur-Marne, est un sculpteur français.

## Biographie
Félix Auguste Benneteau-Desgrois naît dans le 20e arrondissement de Paris, rue de Ménilmontant, où son père est lunetier.
Admis à l’École nationale supérieure des beaux-arts de Paris en 1904, il entre dans les ateliers d’Alexandre Falguière, d’Antonin Mercié puis de Denys Puech. En 1904, il obtient un second grand prix de Rome et est couronné, en 1909, par le premier grand prix. Il devient pensionnaire de la villa Médicis à Rome de janvier 1910 à décembre 1913.
Nommé professeur à l’Académie de la Grande Chaumière à Paris, Félix Benneteau-Desgrois eut notamment pour élève la sculptrice afro-américaine Augusta Savage. 
Il participe régulièrement aux diverses expositions d’art dont le Salon d’automne, le Salon des indépendants entre 1895 et 1945, et le Salon des artistes français.
Il meurt à Nogent-sur-Marne, le 5 novembre 1963.

## Œuvres

### Œuvres dans les collections publiques
- Arpajon : Monument aux morts, 1920. Statue d'un poilu partant à l'assaut en brandissant son fusil d'une main et son casque de l'autre, il a été inauguré le 12 septembre 1920 sous la présidence d'Alexandre Millerand, président du conseil. En 1989, le monument est déplacé à l’occasion du bicentenaire de la Révolution française et restauré[5].
- Asnières-sur-Seine, square Eugène Silvain : Monument à Eugène Silvain, 1934, bronze[6],[7].
- Blérancourt, musée national de la coopération franco-américaine : Le Général Pershing, buste en plâtre, 75 cm[8].
- Digne-les-Bains, musée Gassendi : Bergers retrouvant le corps de Cynthie, 1910, bas-relief en plâtre[9].
- Étampes : Monument aux morts de la Première Guerre mondiale, 1924, groupe en bronze représentant un soldat appuyé sur un canon et une Victoire ailée à bonnet phrygien. Les bas-relief et les lions d'angles du monument sont également de lui. Inauguré le 7 décembre 1924. La maquette fut exposée au Salon d'automne de 1922[10].
- Huningue, musée historique : Le Général Barbanègre, buste en bronze[11].
- Paris :
  - École nationale supérieure des beaux-arts : Vénus sauve Hélène de la mort, 1909, bas-relief en plâtre, premier grand prix de Rome en 1909[12].
  - square Courteline : Monument à Georges Courteline, 1935, bronze[13].
  - théâtre de l’Odéon : Firmin Gemier, buste[14].
- Sourdun, salle à manger du mess des officiers du 2e régiment de hussards : Mousquetaire, époque Louis XIII, bronze patiné[réf. nécessaire].
- Québec (ville), Canada buste d'Oscar Gilbert, ancien propriétaire du journal Le Soleil . Buste présent sur le mur de l'ancien édifice du siège social du journal.

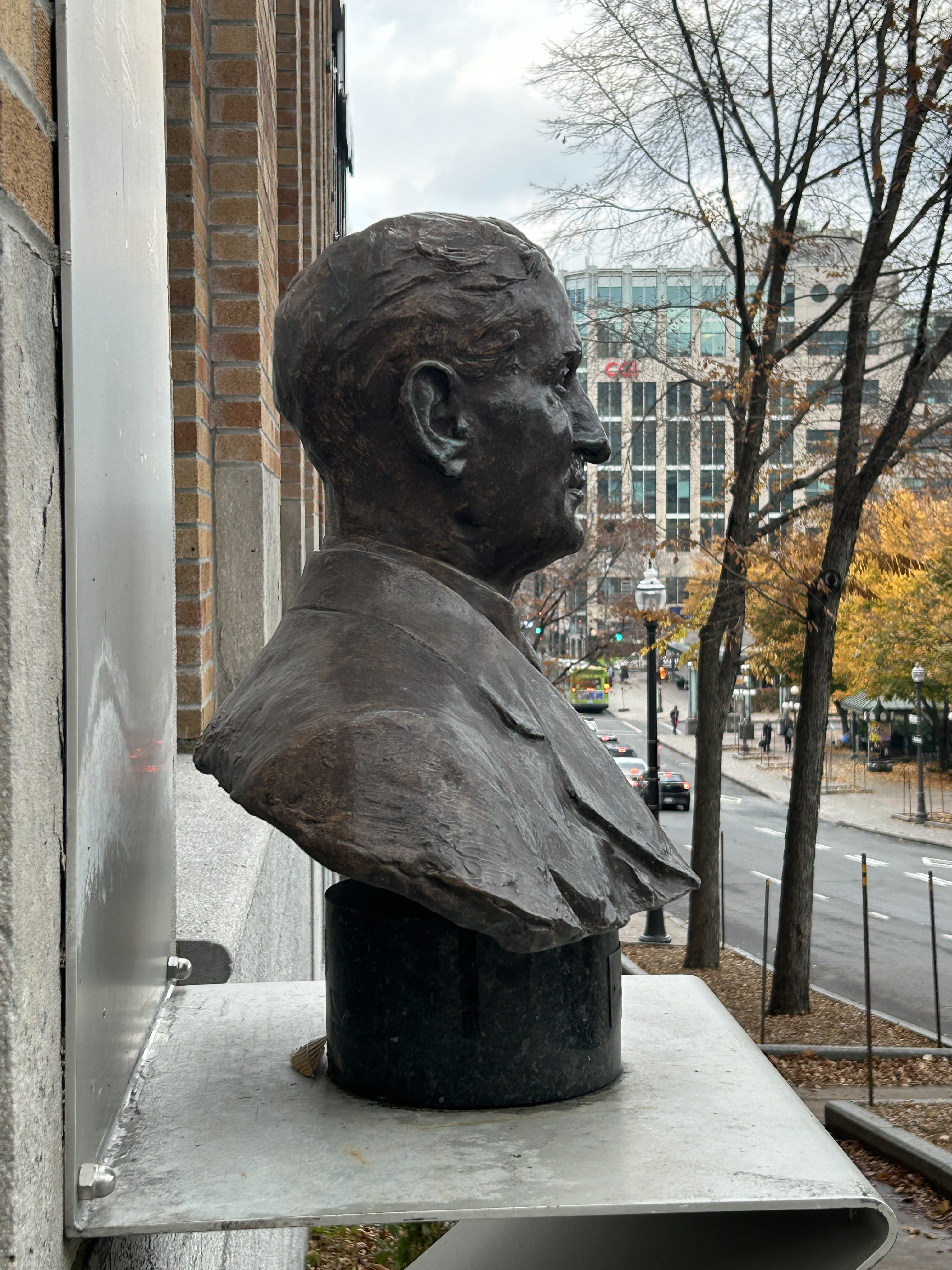
Sculpture de Félix Benneteau-Desgrois située à Québec représentant l'homme d'affaires québécois Oscar Gilbert

- Localisation inconnue :
  - Joseph Bedier, buste.
  - Gustave Émile Boissonade, buste[15].
  - Jean Desy[16], buste.
  - Édouard  Branly, buste.
  - François Mauriac, buste.

### Bronzes d'édition
Félix Benneteau a produit de nombreux petits bronzes destinés au commerce de l’art édités par les fondeurs Valsuani et Barbedienne.
- Amour assis sur une tortue, groupe en bronze à patine brune nuancé vert. Cire perdue, cachet du fondeur Valsuani, 28 cm[réf. nécessaire].
- L’Épave, bronze à patine bicolore, 49,5 cm, enfant chevauchant une vague, assis sur un morceau d'épave[17].
- Danseuse du feu, bronze à patine vert antico signé sur la terrasse, fonte à la cire perdue de Barbedienne, 38 × 63 cm[réf. nécessaire].
- Danseuse à la torche et danseur à la cymbale, bronze[18].
- L’Étreinte, bronze, 50 cm[réf. nécessaire].